# 1993 (szám)
Az 1993 (római számmal: MCMXCIII) az 1992 és 1994 között található természetes szám.

## A matematikában
A tízes számrendszerbeli 1993-as a kettes számrendszerben 11111001001, a nyolcas számrendszerben 3711, a tizenhatos számrendszerben 7C9 alakban írható fel.
Az 1993 páratlan szám, prímszám. Kanonikus alakja 19931, normálalakban az 1,993 · 103 szorzattal írható fel. Két osztója van a természetes számok halmazán, ezek növekvő sorrendben: 1 és 1993.
Szigorúan nem palindrom szám.
61 szám valódiosztóösszeg-függvényeként áll elő, ezek közül a legkisebb a 6215.